# Premio Nobel de Literatura 2023
El Premio Nobel de Literatura 2023 fue otorgado al dramaturgo y autor noruego Jon Fosse por "sus obras innovadoras y su prosa que dan voz a lo indecible". Es el cuarto noruego en recibir el premio. 

## Laureado
Jon Fosse nació en 1959 en Haugesund, en la costa oeste de Noruega. Su inmensa colección de obras literarias abarca una variedad de géneros como obras de teatro, novelas, colecciones de poesía, ensayos, literatura infantil y traducciones. Sus obras revolucionarias Namnet (1995), Natta syng sine songar (1998), Draum om hausten (1999) y Dødsvariasjonar (2002) exploran los temas existenciales de las emociones humanas, la paradoja, la experiencia de la divinidad y la vulnerabilidad. Desarrolló su ingenio dramático a través de las influencias de Vesaas, Beckett, Bernhard y Trakl. Por sus obras, ha alcanzado un alto nivel de representación en el ámbito teatral noruego, siguiendo a Henrik Ibsen .

## Anuncio del premio
Minutos después del anuncio del premio, Carin Klaesson entrevistó al presidente del Comité Nobel, Anders Olsson . Cuando se le preguntó por qué Fosse fue seleccionado como el premio de Literatura de 2023, explicó:

"Jon Fosse es un autor fantástico en muchos aspectos, y es tan peculiar como escritor porque te conmueve profundamente cuando lo lees... Lo que lo hace especial es esa cercanía única que establece, llegando a los sentimientos más profundos que posees: ansiedades, inseguridades, preguntas sobre la vida y la muerte; cuestiones que realmente confronta cada ser humano desde el principio. En ese sentido, creo que llega muy lejos y logra un impacto universal en todo lo que escribe, ya sea en drama, poesía o prosa. Es el mismo tipo de llamado a esta humanidad básica." 

## Reacciones
Entrevistado por Manisha Lalloo, una corresponsal de la Divulgación del Premio Nobel, Fosse expresó que se sintió muy sorprendido al ganar el premio a pesar de estar acostumbrado a estar en la lista de especulaciones de apuestas. En ese momento, estaba conduciendo hacia Frekhaug, un pueblo en la costa occidental de Noruega cerca de la ciudad de Bergen, cuando el secretario permanente Mats Malm lo llamó para informarle que era el laureado del Nobel de este año. Malm le dijo que si no lo creía, podía ver la televisión y ver el anuncio. Cuando se le preguntó cómo pasó su primer día como laureado, respondió:

"Mi editor noruego ha intentado organizar una especie de sistema en caso de que esto sucediera, y fui a encontrarme con la prensa, y muchas personas aparecieron, y no sabía cómo lo sabían, pero algunas lo sabían, así que llevó bastante tiempo hacer estas entrevistas. Y cuando regresé a casa, tenía cientos de correos electrónicos. La gente ha sido muy amable conmigo, escriben hermosas historias sobre mi escritura y sinceramente estoy feliz por haber recibido el premio, así que intenté responder a todos y cada uno de ellos. Es una respuesta enorme, creo, y es difícil lidiar con ella, por supuesto, responder a tantos correos electrónicos o mensajes. Lleva bastante tiempo."

## Comité Nobel
El Comité del Nobel 2023 de la Academia Sueca está compuesto por los siguientes miembros:
| Miembros del comité |        |                              |                  |                                        |                                          |
| Número de Asiento   | Imagen | Nombre                       | Año de Selección | Posición                               | Profesión                                |
| 4                   |        | Anders Olsson (n. 1949)      | 2008             | presidente del Comité                  | crítico literario, historiador literario |
| 11                  |        | Mats Malm (n. 1964)          | 2018             | miembro asociado secretaria Permanente | traductor, historiador literario, editor |
| 12                  |        | Por Wästberg (n. 1933)       | 1997             | miembro                                | novelista, periodista, poeta, ensayista  |
| 13                  |        | Anne Sward (n. 1969)         | 2019             | miembro                                | novelista                                |
| 9                   |        | Ellen Mattson (n. 1963)      | 2019             | miembro                                | novelista, ensayista                     |
| 14                  |        | Steve Sem Sandberg (n. 1958) | 2021             | miembro                                | periodista, autor, traductor             |